# Aphanius dispar dispar
Aphanius dispar dispar és una subespècie de peix pertanyent a la família dels ciprinodòntids present des d'Egipte fins a Somàlia, el mar Mort, el mar Roig (des d'on ha penetrat a través del canal de Suez per colonitzar la Mediterrània sud-oriental -Egipte i Israel-), el golf Pèrsic i l'oest de l'Índia. N'existeixen poblacions aïllades a l'Aràbia Saudita, l'Iran i l'oasi de Siwa -a l'oest d'Egipte-. Pot arribar a fer 7 cm de llargària màxima.
Acostuma a fresar en àrees amb abundància d'arrels de lliri o d'altres plantes flotants.
És un peix d'aigua dolça, salabrosa i marina; demersal; no migratori i de clima subtropical (16 °C-26 °C), el qual viu a les zones costaneres i oasis d'aigua des de molt salada a dolça.
És principalment herbívor.
És inofensiu per als humans i molt difícil de mantindre en un aquari (recipient)|aquari.